# Guédébiné
Guédébiné est une commune rurale malienne, située dans le pays de la Kaarta, l'arrondissement central de Béma, dans le cercle de Béma, et la région de Nioro du Sahel.

## Histoire
En mars 2023, la commune est distraite de cercle de Diéma pour être versée dans le cercle de Béma.

## Villages
La commune s'étend sur six localités relevées lors du recensement général de 2009.
Les villages les plus peuplés sont :
- Guédébiné (1 636 habitants) ;
- Karsala (1 331 habitants) ;
- Niema Dawambé (871 habitants).

En 2023, la loi 2023-007 attribue à la commune six villages, fractions ou quartiers :
- Néma Dawambé
- Karsala
- Dopi
- Goulambé
- Diakamodi
- Guébédiné